# Melchior Stanisław Sawicki

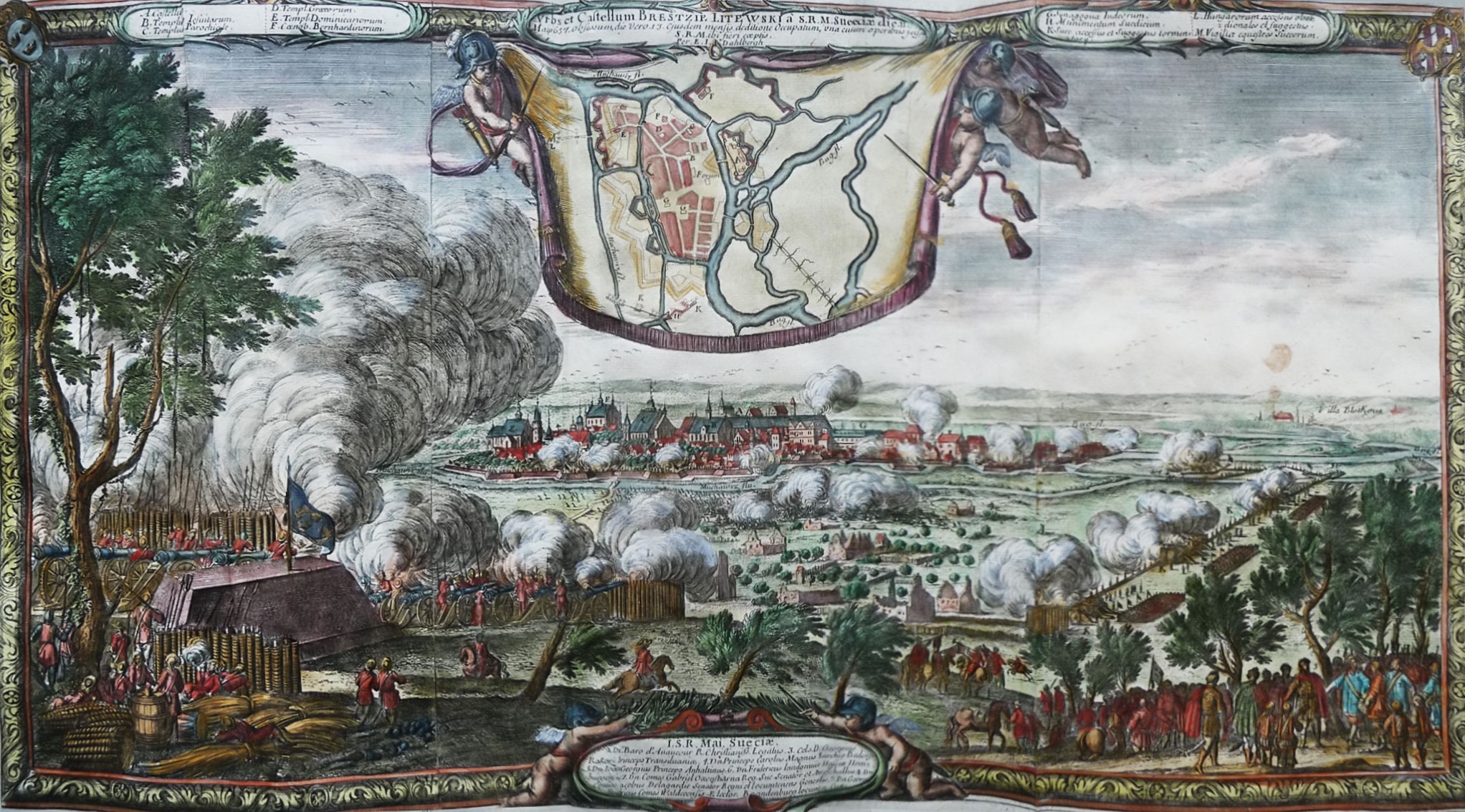
Erik Dahlbergh, 23 maja 1657 – zajęcie Brześcia Litewskiego przez wojska Rakoczego i Karola Gustawa

Melchior Stanisław Sawicki herbu Cholewa (zm. 4 stycznia 1668) – wojewoda brzeskolitewski w latach 1666–1668, kasztelan brzeskolitewski w latach 1652–1666, stolnik drohicki już w 1649 roku, łowczy mielnicki w 1647 roku, sekretarz pieczęci mniejszej litewskiej w 1645 roku, sekretarz Jego Królewskiej Mości, starosta grodzieński w 1650 roku, ekonom kobryński w latach 1666-1668, uczony i poeta.

## Życiorys
Był synem zapewne Albrychta oraz Katarzyny Pukszcianki Klausgiełowiczówny. Jego ojciec, starościc mielnicki, przeniósł się z Podlasia na Żmudź. Melchior (Melcher) Stanisław Sawicki zdobył gruntowne wykształcenie na Akademii Wileńskiej uwieńczone tytułem doktora teologii.
W 1648 roku podpisał elekcję Jana II Kazimierza Wazy z Księstwa Żmudzkiego, jako deputat podpisał jego pacta conventa.
Kolejno łowczy mielnicki, starosta grodzieński i kasztelan brzeski (1652-1666) z nominacji króla Jana Kazimierza.
Poseł sejmiku mielnickiego na sejm 1649/1650 roku, poseł na sejm 1650 roku.
W 1655 r. Sawicki bronił zamku w Brześciu przed wojskami moskiewskimi pod dowództwem Semena Urusowa i Boratyńskiego, które odstąpiły od oblężenia po odmowie poddania twierdzy.
W czasie potopu szwedzkiego w dniu 23 maja 1657 roku bez walki poddał Szwedom ufortyfikowany Brześć, który obległy połączone siły szwedzko-siedmiogrodzkie Karola Gustawa i Jerzego Rakoczego. Kapitulacja odbyła się na warunkach honorowych i garnizon polski wierny królowi Janowi Kazimierzowi wyszedł z miasta przy rozwiniętych chorągwiach, pod bronią, mając zagwarantowany swobodny przemarsz. Wkrótce jednak część polskiego wojska została wcielona do armii szwedzkiej, a twierdzę zajęły wojska siedmiogrodzkie.
W 1662 był komisarzem szacującym straty spowodowane przez wojsko. Od 1666 wojewoda brzeski. Zabity w trakcie sejmiku.
W druku ukazały się jego mowy oraz poezje:
- Cienie żałobne po jasnych promieniach, Wilno 1640 (wiersze z powodu śmierci żony Janusza Kiszki)
- Primitiae honorum B. Josephato Kuncewicz Archiep. Poloc., Wilno 1643
- Żałoba białych lilij Tryzniańskich, Wilno 1643 (na śmierć bp. Marcjana Tryzny)